# Adrian Gheorghiu
Adrian Gheorghiu (Roman, 30 novembre 1981) è un ex calciatore rumeno, di ruolo centrocampista.